# Socket AM4
Le socket AM4 est le successeur du socket AM3+ depuis mars 2017. Il supporte la nouvelle microarchitecture de processeurs AMD appelée Zen (ainsi que Zen+, Zen 2 et Zen 3) ainsi que la microarchitecture Excavator.
Cette génération de socket est animée par des nouveaux chipsets,, dont le AMD X570, X470, X370, B550, B450, B350, A320 et A300,.